# Graptemys ouachitensis
Graptemys ouachitensis is een schildpad uit de familie moerasschildpadden (Emydidae).

## Naam en indeling
De wetenschappelijke naam van de soort werd voor het eerst voorgesteld door Fred Ray Cagle in 1953. Oorspronkelijk werd de wetenschappelijke naam Graptemys pseudogeographica ouachitensis  gebruikt.
De soortaanduiding ouachitensis betekent vrij vertaald 'wonend in Ouachita' en slaat op een deel van het verspreidingsgebied. 

## Uiterlijke kenmerken
De maximale schildlengte is 24 centimeter, maar de kleinere mannetjes worden tot 14 cm lang. Het rugschild is groen tot bruin van kleur en draagt een lengtekiel in het midden die opvalt door enkele zwarte bulten aan de bovenzijde die eindigen in een stekel-achtig, naar achteren gekromd uitsteeksel. De huid is groen met dunne gele lengtestrepen, de kop heeft een duidelijk masker van gele, donker omrandde vlekken zowel boven als onder de ogen.
Het buikschild is geel van kleur met zwarte vlekken op en rond de schildnaden. Deze zijn bij de jongen zeer geprononceerd maar vervagen bij oudere dieren. De plastronformule is als volgt: abd > an > fem > pect > hum >< gul.
Mannetjes zijn van vrouwtjes te onderscheiden door hun veel langere nagels, met name die van de middelste vinger. Daarnaast hebben ze een langere en dikkere staart waarbij de cloaca buiten het schild is gepositioneerd.

## Verspreiding en habitat
Graptemys ouachitensis komt voor in delen van Noord-Amerika en is endemisch in de Verenigde Staten De soort komt voor in een groot aantal staten; Alabama, Texas, Louisiana, Oklahoma, Kansas, Nebraska, Arkansas, Missouri, Iowa, Minnesota, Wisconsin, Indiana, Ohio, West Virginia, Illinois, Kentucky, Tennessee en Mississippi. 
De habitat bestaat uit snel stromende rivieren met zand of klei als bodem en veel onderwatervegetatie. Ook in meren en langzaamstromende wateren wordt de soort wel gevonden. De schildpad heeft een tolerantie voor hogere watertemperaturen.

## Levenswijze
De mannetjes zijn al na drie jaar volwassen en verleiden de vrouwtjes onder andere door met hun lange klauwen te strelen. De vrouwtjes zetten de eieren af in twee tot drie nesten per jaar van mei tot het einde van juni. De langwerpige eieren zijn ongeveer 32 millimeter lang en 25 mm breed.
De schildpad is omnivoor en eet insecten en de larven, tweekleppigen, kreeftachtigen, waterplanten en aas zoals dode vissen.

## Beschermingsstatus
Door de internationale natuurbeschermingsorganisatie IUCN is de beschermingsstatus 'veilig' toegewezen (Least Concern of LC).